# Ingeborg Jørgensdatter
Ingeborg Jørgensdatter "Bruse", född okänt år, död 1634, var en norsk fiskare. Hon var en centralgestalt i häxprocessen i Vardö 1620. Hon åtalades flera gånger under de följande åren fram till hennes slutgiltiga avrättning 1634. Hon blev en känd gestalt i den lokala folkloren, och i följande norska häxpocesser i Finnmark under 1600-talet hänvisades ofta till henne. 